# Gregory Abbott
Gregory Abbott (New York, 2 april 1954) is een Amerikaanse soulmuzikant (toetsen en drums), zanger, componist en producer.
Zijn ouders kwamen van Venezuela en Antigua. Zijn moeder leerde hem piano spelen. Abbott studeerde psychologie en gaf les in Engels aan de Universiteit van Berkeley voor hij aan zijn muziekcarrière begon. Een van zijn eerste muzikale optredens was een duet met Whitney Houston.
In 1986 Abbott bracht zijn debuutalbum Shake you down uit. Het zwoele titelnummer werd een #1-hit in Amerika en bekroond met platina en diverse muziekprijzen. Ook in Nederland werd het zijn grootste en tevens enige hit. In België trad Abbott op met Prinses Stephanie van Monaco. Na Shake you down bleef hij albums uitbrengen met zijn vertrouwde r&b-sound, zij het dat hij op One World! uit 1996 ook Caribische invloeden omarmde  In 2011 verscheen Abbotts vijfde studioalbum, Drop Your Mask.  

## Persoonlijk leven
Abbott was vanaf 1976 enkele jaren getrouwd met de zangeres Freda Payne, bekend van de wereldwijde hit Band of Gold (1970) en de protestsong Bring the Boys Home (1971). Zij kregen in 1977 een zoon Gregory Abbott Jr.

## Discografie

### Albums
| Album met eventuele hitnotering(en) in de Nederlandse Album Top 100 | Datum van verschijnen | Datum van binnenkomst | Hoogste positie | Aantal weken | Opmerkingen |
| ------------------------------------------------------------------- | --------------------- | --------------------- | --------------- | ------------ | ----------- |
| Shake you down                                                      | 1986                  | 17-1-1987             | 7               | 16           |             |
| I'll prove it to you                                                | 1988                  |                       |                 |              |             |
| One world                                                           | 1994                  |                       |                 |              |             |
| Super hits                                                          | 1998                  |                       |                 |              |             |
| Eyes, whispers, rhythm, sex...                                      | 2002                  |                       |                 |              |             |
| Drop your mask                                                      | 2011                  |                       |                 |              |             |

### Singles
| Single met eventuele hitnotering(en) in de Nederlandse Top 40 | Datum van verschijnen | Datum van binnenkomst | Hoogste positie | Aantal weken | Opmerkingen |
| ------------------------------------------------------------- | --------------------- | --------------------- | --------------- | ------------ | ----------- |
| Shake you down                                                | 1986                  | 10-1-1987             | 3               | 12           | Alarmschijf |
| Got the feelin' it's over                                     | 1986                  |                       |                 |              |             |
| I'll prove it to you                                          | 1988                  |                       |                 |              |             |
| Handyman                                                      | 1994                  |                       |                 |              |             |
| Do the Caribbean                                              | 1998                  |                       |                 |              |             |
| Sexual                                                        | 2002                  |                       |                 |              |             |